# Burgward
Burgward – okręg administracyjno-wojskowy, organizowany przez Niemców na podbitych terenach Słowiańszczyzny Zachodniej – Turyngii, Brandenburgii i Saksonii. Burgwardy powstawały i funkcjonowały począwszy od X wieku jako ośrodki kolonizacji ziem Słowian połabskich. Składały się z centralnego grodu (burg), najczęściej jeszcze słowiańskiego pochodzenia, dającego nazwę całej jednostce, oraz z kilkunastu okolicznych wsi stanowiących zaplecze ekonomiczno gospodarcze. Burgwardy zniknęły ostatecznie w XIII w. po ostatecznym umocnieniu niemieckiego panowania na tych obszarach.